# Андроген
Андроген се нарича всеки естествен или синтетичен стероиден хормон, който отговаря за изграждането и поддържането на мъжките полови белези при гръбначните.

## Основни характеристики
Андрогените се произвеждат в тестисите, яйчниците и надбъбречните жлези, рязко повишават нивото си както при мъжете, така и при жените по време на пубертета. Тестостеронът е един от основните андрогени при мъжете. Друг вид андроген – дихидротестостеронът, участва при изграждането на пениса, скротума и простатата още докато индивидът е в утробата.
При възрастните дихидротестостеронът е един от главните причинители на оплешивяването и уголемяването на простатата.
Андрогени се срещат и при жените, но в по-малки количества. Имат връзка със сексуалното влечение и възбудата.

## В медицината
Нерядко може да се прибегне до прием на андрогени – при ниски нива на тестостерон, при операция за промяна на пола и други.